# Kore Yamazaki
ヤマザキ コレ
Œuvres principales
- The Ancient Magus Bride (2013-)

Kore Yamazaki (ヤマザキコレ, Yamazaki Kore) est une mangaka japonaise née le 10 juin 1990 à Hokkaidō, au Japon. Elle est connue pour être l'auteure du manga The Ancient Magus Bride (魔法使いの嫁, Mahō tsukai no yome).

## Biographie
Kore Yamazaki est née dans la préfecture de Hokkaidō. Depuis qu'elle est enfant, son souhait était de devenir une écrivaine. Cependant, aimant le dessin et la narration, elle a décidé de devenir mangaka. Au collège, elle a commencé à dessiner des mangas.
Après avoir envoyé plusieurs dessins à des éditeurs, et reçu une réponse positive, elle commence sa carrière en 2012 avec Futari no Renai Shoka, une série en deux tomes. Pendant qu'elle dessinait sa série, Kore Yamazaki a fait des dessins pour des fanzines en conventions (doujinshis).
En juin 2013, elle déménage à Tokyo.
En novembre 2013, elle commence The Ancient Magus Bride. Sa série a du succès, elle se classe dans les tops des meilleures ventes, comme en 2015 avec le tome 3 en deuxième semaine de vente à la 16e place avec plus de 230 000 exemplaires vendus. De plus, une adaptation anime de 24 épisodes est produite en 2017, par Wit Studio qui a travaillé en étroite collaboration avec Kore Yamazaki, et différents OAV et light novels sont sortis la même année,. En 2017, le tirage cumulé de la série est de 5 millions de copies avec 8 tomes. Toujours la même année, des expositions en lien avec The Ancient Magus Bride ont eu lieu dans différentes librairies à travers tout le Japon,. En 2022, la série est toujours en cours, avec plus de 10 millions d'exemplaires vendus, et une deuxième saison pour l'adaptation anime est prévue en avril 2023 par le studio Kafka,.
Pendant la sérialisation de The Ancient Magus Bride, l'auteure a sorti deux autres séries, Frau Fraust de 2014 à 2018, et en 2021, Ghost and Witch, qui est toujours en cours de prépublication en 2022.
En 2014, elle retourne vivre à Hokkaido car elle s'y sent mieux,. Et à la fin de l'année de 2019, il semblerait qu'elle ait de nouveau déménagé toujours dans la région de Hokkaido.
En France, c'est en mai 2015 qu'elle s'est fait connaître avec la sortie de The Ancient Magus Bride aux Éditions Komikku. De 2017 à 2018, Pika Edition sort l'intégralité de Frau Fraust, cependant en 2021, la maison d'édition annonce son arrêt de commercialisation en version papier.
Depuis septembre 2012, elle possède un compte Twitter où elle poste des informations sur ses séries et sa vie personnelle,. Et depuis 2013, elle possède aussi un blog. Elle a un petit frère, et des sœurs aînées qui aiment dessiner et dont l’une d’entre elles a eu un enfant,,. Elle a un chien, et sa famille a des chats,. Elle aime les langues, et aimerait comprendre entre autres le latin et l’anglais. L'auteure utilise la tablette graphique pour les croquis et les trames, mais elle utilise l’encre et la plume pour l’encrage.
Kore Yamazaki fait des apparitions publiques comme lors de la Japan Expo en France en 2015 avec une interview et la réalisation d'une dédicace pour Manga News, ou encore en 2017 en Malaisie lors du Kuala Lumpur Convention Centre, et aux États-Unis à Santa Clara la même année lors du Crunchyroll Expo où l'animé a remporté le prix du meilleur animé dramatique,,,. En outre, l'auteure a fait diverses interviews pour le média japonais Comic Natalie. En 2021, Kore Yamazaki et Nagabe, l’auteur de L’enfant et le Maudit, ont fait un entretien où ils discutaient de leur avis sur l’adaptation de leur œuvre en anime, comment ils ont vécu la période de confinement durant la pandémie de Covid19, et ce qu’ils aiment dans le thème “non-humains et humains”.
En 2019, elle est allée en Irlande et au Royaume-Uni,,,. Puis en 2020, elle devait se rendre en Finlande mais la pandémie de Covid19 l'en a empêché.
Kore Yamazaki a été influencé par ses différentes lectures, principalement par Tokuichi Minagi (ja) avec Ashiaraiyashiki no Juunintachi (ja), Utata Yoshikawa (ja) avec Sukkuto Kitsune (ja) à la fin de la primaire, Clamp avec Tokyo Babylon faisant partie de la bibliothèque de sa grande sœur, et Hellsing,,,. En termes de dessin, elle a été influencée par Tatsunosuke Yatsufusa (ja), Kaoru Mori, Ryoko Kui (ja), Yuto Kashiki (ja) et Haruko Ichikawa (ja). Au niveau de l'animation, elle aime Monster Rancher, Blood: The Last Vampire et Popolocrois (en). Dans une interview, l'auteure a dit qu'elle "aimait l’histoire de la Belle et la Bête, sauf la fin. [...] car la Bête redevient un humain à la fin du conte.", et c’est une des raisons qui l’a motivé pour écrire sa série The Ancient Magus Bride. Elle aime l'univers fantastique comme dans Harry Potter, qui lui avait été recommandé par la mère d'un ami lorsqu'elle était en primaire, L’Assistant du Vampire de Darren Shan, et Le Maléfice de Cliff McNish (en),. Elle a aussi lu Fairy (1999) et Dragon (2002) de Truth in Fantasy qui est une série de manuels expliquant l’historique et la symbolique de chaque élément qui compose le monde fantastique et qui est publiée chez Shinkigensha.

## Œuvres
Les œuvres réalisées et coréalisées par Kore Yamazaki :

### Mangas
- 2012-2013 : Futari no Renai Shoka (ふたりの恋愛書架?), Manga Time Kirara Forward (en), 2 tomes, Houbunsha
- 2013- : The Ancient Magus Bride (魔法使いの嫁, Mahō tsukai no yome?), Comic Blade (de novembre 2013 à juillet 2014) et Comic Garden (depuis septembre 2014), Mag Garden
- 2014 : Tōmei hakubutsukan (透明博物館?), chapitre oneshot, Itan, publié dans Frau Fraust tome 1, Kodansha[39]
- 2014-2018 : Frau Faust (フラウ ファウスト, Furau fausuto?), Itan, 5 tomes, Kodansha
- 2016 : Denpatou (電波塔?), chapitre oneshot, Alterna pixiv, Mag Garden
- 2019 : The Ancient Magus Bride : Jack l'éclair et l'incident des fées (魔法使いの嫁 詩篇.75 稲妻ジャックと妖精事件, Mahoutsukai no Yome Shihen.75 - Inazuma Jack to Yousei Jiken?), Mako Oikawa en tant que dessinatrice, Yū Godai et Kore Yamazaki en tant que scénaristes, série, Manga Door, Lingua franca, Inc.
- 2019 : The Ancient Magus Bride Psaume 108: Le Bleu du Magicien (魔法使いの嫁 詩篇.108 魔術師の青, Mahou Tsukai no Yome Shihen.108 - Majutsushi no Ao?), Isuo Tsukumo en tant que dessinatrice, Makoto Sanda et Kore Yamazaki en tant que scénaristes, série, Manga Door, Lingua franca, Inc. et Mag Garden
- 2021-: Ghost and Witch (ゴーストアンドウィッチ, Goosuto ando Wicchi?), Manga Door, Lingua franca, Inc.

### Light novels
- 2017 : The Ancient Magus Bride - Le fil d'or (魔法使いの嫁 金糸篇, Mahou Tsukai no Yome Kinshi-hen?) avec Kairi Aotsuki, Jun'ichi Fujisaku, Yū Godai, Kiyomune Miwa, Hikaru Sakurai, Sakura Sato, Makoto Sanda, et supervisé par Kore Yamazaki, Mag Garden
- 2017 : The Ancient Magus Bride - Le fil d'argent (魔法使いの嫁 銀糸篇, Mahou Tsukai no Yome Ginshi-hen?) avec Sako Aizawa, Yoshinobu Akita, Yuichiro Higashide, Suzuki Otsuki, et supervisé par Kore Yamazaki, Mag Garden

### Artbooks, fanbooks
- 2017 : The Ancient Magus Bride Guide Book officiel - Merkmal (魔法使いの嫁 公式原作ガイドブック Merkmal?)
- 2017 : The Ancient Magus Bride Supplement I, Mag Garden
- 2018 : The Ancient Magus Bride Supplement II, Mag Garden

### Autres
- 2015 : dessin pour le tome 5 de la série Les Enfants de la baleine[40]
- 2015 : dessin pour le tome 1 de la série Somali et l'esprit de la forêt (en)[41]
- 2016 : Frau Faust livre d'images dans l'édition limitée du tome 3[42]
- 2019 : illustration du roman Yoru no Shahonshi (Tomoko Inuishi (ja)), dans le cadre de l'anniversaire des 60 ans de la collection Sōgen Suiri Bunko (ja) de l'éditeur Tokyo Sogensha Co., Ltd. (en) [43],[44]
- 2021 : Amanchu!, illustration pour la commémoration de la fin de la série[45],[46]
- 2022 : Anthologie de Deaimon, illustration[47]

## Travail dans l'animation
- 2016 : OAV, The Ancient Magus Bride, scénariste, character designer
- 2021 : OAD, The Ancient Magus Bride, scénariste

## Adaptations

### Animation
- 2016, 2017 : OAV, The Ancient Magus Bride - Hoshi Matsu Hito en 3 parties (août, février, août) (Wit studio)
- 2017 : anime, The Ancient Magus Bride (Wit Studio)
- 2021, 2022 : OAD, The Ancient Magus Bride: Nishi no Shounen to Seiran no Kishi en 3 parties (septembre, mars, septembre) (studio Kafka)
- 2023 : anime, The Ancient Magus Bride - Season 2 (studio Kafka)

### CD-Drama
- 2016, 2020 : The Ancient Magus Bride (2)